# Ања (Горња Лоара)
Ања (фр. Agnat) насеље је и општина у централној Француској у региону Оверња, у департману Горња Лоара која припада префектури Бријуд.
По подацима из 2011. године у општини је живело 190 становника, а густина насељености је износила 9,67 становника/km². Општина се простире на површини од 19,65 km². Налази се на средњој надморској висини од 667 метара (максималној 860 m, а минималној 445 m).

## Демографија
| 1962. | 1968. | 1975. | 1982. | 1990. | 1999. | 2011. |
| ----- | ----- | ----- | ----- | ----- | ----- | ----- |
| 279   | 316   | 302   | 251   | 222   | 209   | 190   |

График промене броја становника у току последњих година